# Wackelstein im Schremser Wald

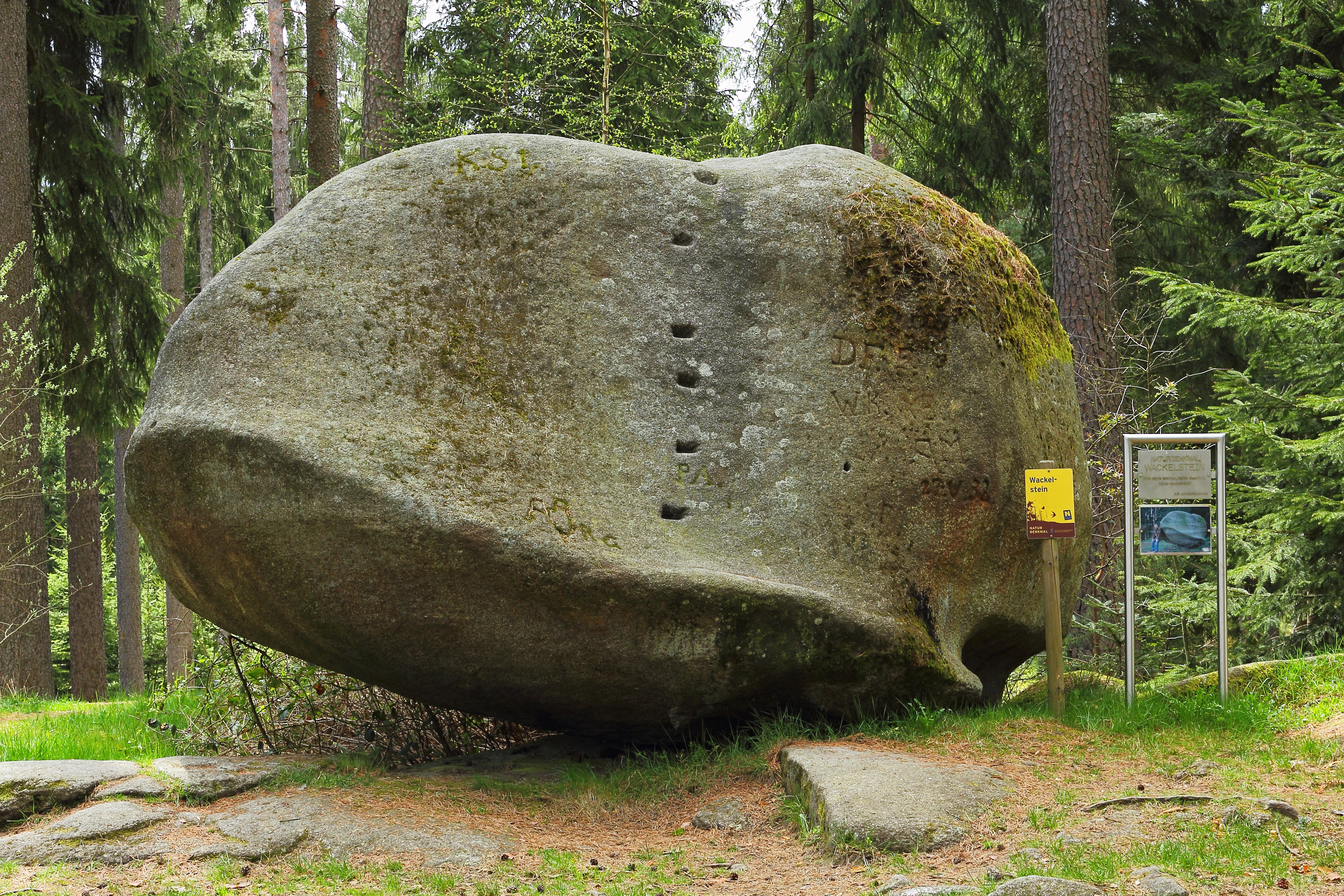
Der Wackelstein im Schremser Wald

Der Wackelstein im Schremser Wald liegt in der Gemeinde Schrems, 650 m südwestlich von Amaliendorf-Aalfang im Waldviertel in Niederösterreich. 
Der Stein auf der Anhöhe „Frühappel“ ist von einem möglicherweise natürlichen Steinkreis aus Granitsteinen umgeben und zeigt eine Ausbuchtung auf der Oberfläche. Er ist etwa 3,5 m hoch, 5,0 m lang und wiegt 105 t. Der 1927 zum Naturdenkmal erklärte Stein zeigt Spuren einer Vorbereitung zum Sprengen.

## Sage und Brauchtum
Basisstein und Wackelstein sollen einst nebeneinander gelegen haben. Eines Tages kam der Teufel daher, stolperte und stieß mit der Fußspitze den einen Stein auf den anderen. Seither wackelt dieser. Das Teuflische ist, dass der Stein nur wackelt, wenn man an einer ganz bestimmten Stelle am linken Rand drückt.
Bis ins 20. Jahrhundert hat sich der Brauch erhalten, bei abnehmendem Mond an jener Stelle hindurch zu kriechen, wo der Auflagestein und der aufliegende Wackelblock einen engen Winkel bilden. Davon sollte man den „Hexenschuss“ loswerden.